# Eindhoven Museum
Eindhoven Museum er et arkæologisk frilandsmuseum i Eindhoven, Holland, der fokuserer på jernalderen og middelalderen. Det ligger i provinsen Noord-Brabant. Museet fokuserer på dagligliv og hverdagsaktiviteter i de bemeldte tidsperioder via rekonstruktioner af bygninger og demonstrationer formidling af daglige rutiner og håndværk. Eksempelvis blive der lavet mad over bål, der bliver demonstreret lege fra middelalderen, og grupper af skolebørn kan overnatte i staldene.
Museet har flere målgrupper; de primæer er skolebørn, der udgør størstedelen af de besøgende på hverdage. I weekender og ferier er målgrupperne dog almindelige turister. Museet har meget living history og semi-historisk reenactment. I feriesæsonen er der ekstra aktiviteter for børn.